# Extraliga (Belarus) 1993/94
Die Saison 1993/94 war die zweite Spielzeit der belarussischen Extraliga, der höchsten belarussischen Eishockeyspielklasse. Meister wurde zum zweiten Mal in der Vereinsgeschichte Tiwali Minsk.

## Hauptrunde

### Modus
In der Hauptrunde absolvierte jede der fünf Mannschaften insgesamt 16 Spiele. Der Erstplatzierte der Hauptrunde wurde Meister. Für einen Sieg erhielt jede Mannschaft zwei Punkte, bei einem Unentschieden gab es einen Punkt und bei einer Niederlage null Punkte.

### Tabelle
|    | Klub              | Sp | S  | U | N  | Tore   | Punkte |
| -- | ----------------- | -- | -- | - | -- | ------ | ------ |
| 1. | Tiwali Minsk      | 16 | 15 | 1 | 0  | 95:028 | 31     |
| 2. | HK Njoman Hrodna  | 16 | 10 | 1 | 5  | 74:058 | 21     |
| 3. | Chimik Nawapolazk | 16 | 10 | 0 | 6  | 76:049 | 20     |
| 4. | HK Torpedo Minsk  | 16 | 3  | 1 | 12 | 50:090 | 7      |
| 5. | HK Junost Minsk   | 16 | 0  | 1 | 15 | 37:107 | 1      |

Sp = Spiele, S = Siege, U = Unentschieden, N = Niederlagen

## Auszeichnungen
All-Star-Team
| Tor     | Aljaksandr Gauryljonak (Tiwali)                                             |
| Abwehr  | Aleh Chmyl (Tiwali) – Ruslan Salej (Tiwali)                                 |
| Angriff | Aleh Antonenka (Tiwali) – Wassil Pankoi (Tiwali) – Andrej Skabelka (Tiwali) |

Topscorer
- Andrej Skabelka (Tiwali) – 30 Punkte, 21 Tore und 9 Assists

Bester Spieler
- Andrej Skabelka (Tiwali)